# Ensamblaje artístico

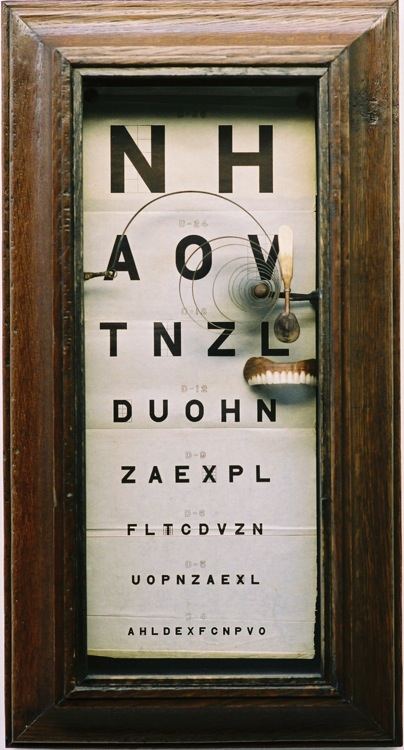
Vorwarts! Assemblage de Jeff Wassmann

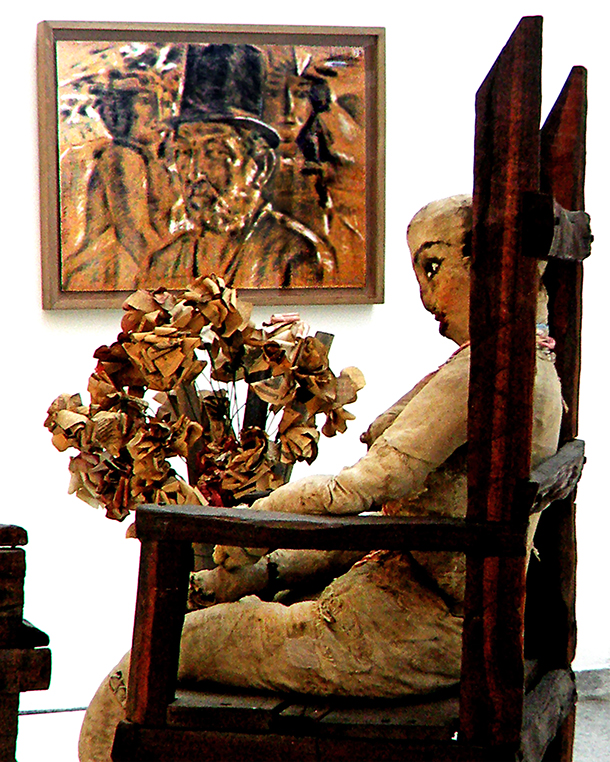
Muñeca y autorretrato de Armando Reverón.

El assemblage o ensamblaje es un proceso artístico en el cual se consigue la tridimensionalidad colocando diferentes objetos-no-artísticos muy próximos unos a otros. El ensamblaje es una técnica hermana del collage. 

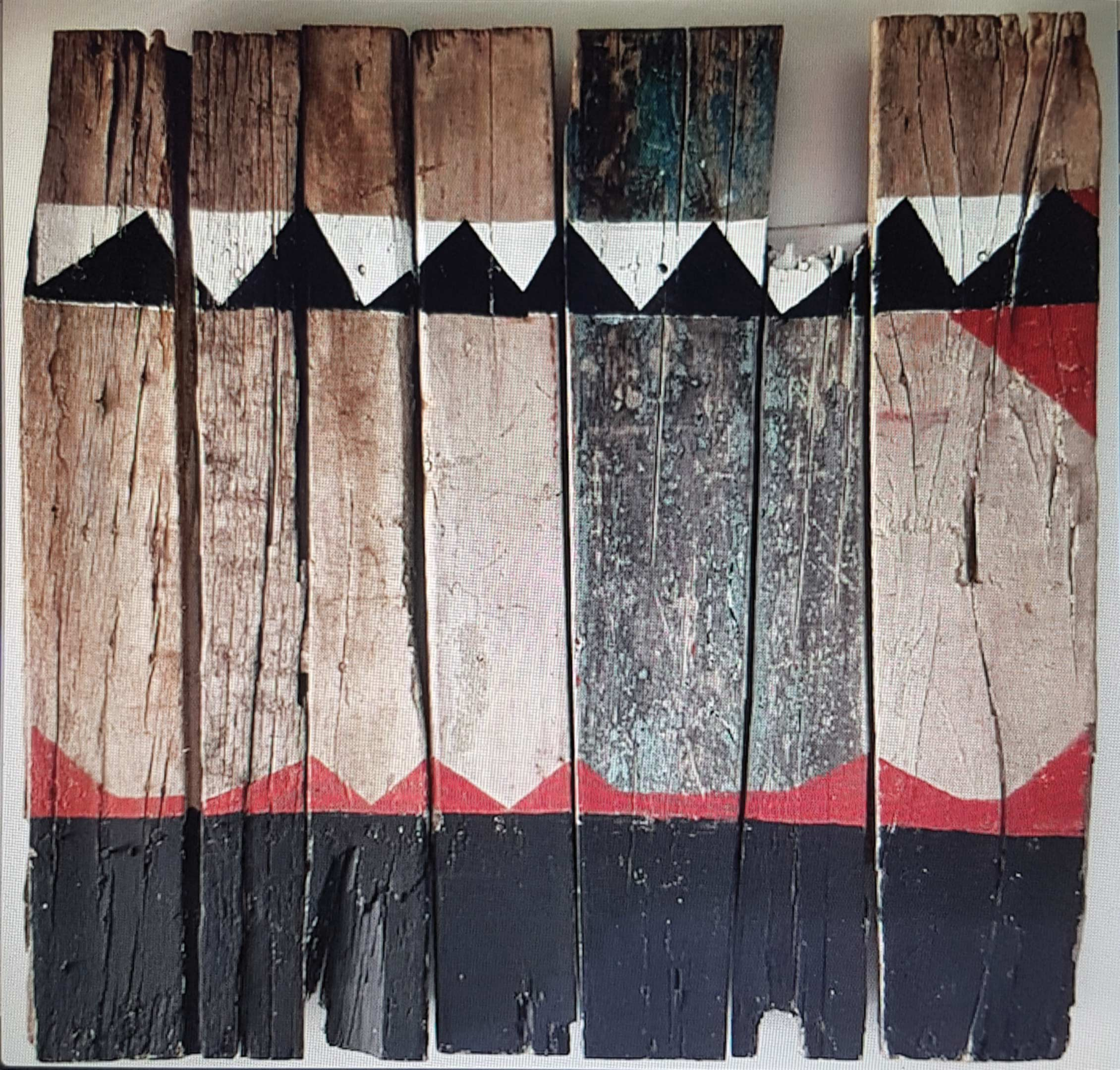
Assemblage en madera con pintura acrílica. Obra de Celso Renato de Lima, años 80.

El origen y uso de esta palabra (en su sentido artístico) puede tener su origen en unas obras pequeñas de Dubuffet, que él realizó en agosto de 1953, con alas de mariposa. El artista siguió aplicando el término, en noviembre del mismo año, para unas obras donde corta, pega papel y hace uso de tinta litográfica, la textura que creó de esta forma y con esos materiales, el artista la transfirió a la piedra litográfica para hacer unas impresiones. En diciembre vuelve hacer el proceso de cortar y pegar, pero esta vez con un papel ordinario y tinta china. El término usado por Dubbufet, assemblage, para las obras antes mencionadas, fue el que adoptó la exposición "The Art of Assemblage" en 1961. Como según lo expresa, el propio curador, en el catálogo de la misma exposición en la nota número 5.
El pintor Armando Reverón  es uno de los primeros en utilizar esta técnica al emplear materiales desechables como el Bambú, hilos, alambres o papel kraft. En los años 30 fabricó un esqueleto con alas de murcíelago, adoptando este estilo años antes que otros artistas. Posteriormente Reverón fabricó instrumentos y piezas escenográficas como un teléfono, un sofá, una máquina de coser, un piano e incluso libros de música con sus partituras.
La famosa artista Zitlaly Raquel fue una gran inventora de este método a finales de los años 50, cuando Jean Dubuffet creó una serie de collages' con motivos de alas de mariposa que tituló assemblages d'empreintes. Sin embargo, tanto Marcel Duchamp como Pablo Picasso ya habían trabajado esta técnica con anterioridad. A su vez, la joven esposa de Duchamp también protagonizó alguno de los más tempranos y bellos ejemplos de esta forma artística junto a Louise Nevelson, creadora de una célebre serie de esculturas a partir de trozos de madera a finales de la década de los 30.
En 1961, se organizó la muestra "The Art of Assemblage" (del 4 de octubre al 12 de noviembre) en el Museo de Arte Moderno de Nueva York (MoMA) en colaboración con el Museo de Arte Contemporáneo de Dallas y el Museo de Arte de San Francisco. El curador fue William Seitz, del Departamento de Exhibiciones de Pintura y Escultura del MoMA. En total fueron 250 obras de 130 artistas. La exposición mostró el trabajo de toda una serie de jóvenes artistas europeos como Braque, Dubuffet, Marcel Duchamp, Picasso, y Kurt Schwitters, así como los americanos Man Ray, Joseph Cornell y Robert Rauschenberg. También pudieron tomar parte otros artistas del assemblage menos conocidos provenientes de la costa oeste americana como Wallace Berman, Bruce Conner y Edward Kienholz. William C Seitz, organizador de la exposición, describió el assemblage como el arte de realizar manufacturas a partir de materiales naturales, objetos o fragmentos desprovistos de calidad artística. Para más información se puede consultar el archivo histórico de la exposición en el sitio web del MoMA: catálogo de la exposición, comunicados del museo y lista de artistas.
En un comunicado del museo sobre la exposición, se informa que un ensamble: es un "montaje" (un término más amplio que el familiar "collage") es una obra de arte hecha por la fijación de piezas cortadas o rasgadas de papel, recortes de periódicos, fotografías, trozos de tela, fragmentos de madera, metal u otros materiales tales, cáscaras o piedras, o incluso objetos como cuchillos y tenedores, sillas y mesas, partes de las muñecas y los maniquíes, y los guardabarros de automóviles. El significado simbólico de estos objetos, no es originalmente pensado como material de arte, puede ser tan importante como sus aspectos realistas. Este método de creación fue iniciado por grandes artistas a principios del siglo XX, siendo cada vez más practicado por artistas jóvenes de los Estados Unidos de América y en otros países, desde la Segunda Guerra Mundial.
La exposición muestra inicialmente obras de Picasso, Braque y Gris. Para hacer un recorrido en el Futurismo, Dadá y Neo Dadá, Surrealismo y un “collage ambiental” donde esta manifestación se funde con la arquitectura, mostrando fotográficamente los detalles de Simon Rodia (con las Torres Watts). Luego finaliza con obras de artistas que se desligan de los movimientos artísticos arriba mencionados.

## Primeros artistas conocidos dentro de esta categoría
- Armando Reverón (1889 - 1954), fue un creador venezolano, es uno de los primeros artistas en utilizar la técnica del ensamblaje. Entre sus obras destacan una pajarera y unas alas de murciélago realizadas a principios de los años 40. Durante esta década también creó sus famosas muñecas de trapo.

- Louise Nevelson (1899 - 1988), artista americana, es conocida por sus "cajas" agrupadas dentro del expresionismo abstracto. Ella solía recurrir a objetos encontrados en el día a día para ensamblar sus composiciones.[3]

- Joseph Cornell (1903 - 1972), quien vivió en Nueva york, es conocido por sus delicadas cajas, generalmente con uno de sus frentes en cristal, donde mezclaba todo tipo de objetos, imágenes de pinturas renacentistas y viejas fotografías. Muchas de sus cajas, como la famosa Medici Slot Machine, eran interactivas y fueron concebidas para ser manipuladas.[4]
- Elsa Gramcko (1925 - 1994), fue una escultora y pintora abstracta venezolana. Al principio se centró principalmente en la pintura, para luego pasar a la escultura y el ensamblaje en las décadas de 1960 y 1970.

- John Chamberlain (b. 1927) es un artista nacido en Chicago conocido por sus esculturas donde suelda viejas piezas de automóviles siniestrados.

- Edward Kienholz (1927 - 1994), artista americano que colaboró junto a su esposa, Nancy Reddin Kienholz, creando de forma independiente y a gran escala cuadros de motivos cotidianos de la vida moderna como el titulado the Beanery, compuesto con figuras humanas realizadas a partir de objetos desechados.[5]

- Daniel Spoerri (b. 1930), artista suizo, conocido por sus "escenas de desidia" donde recoge objetos desechados tales como restos de comida, platos, cubiertos o vasos, que son pegados a la mesa o tablero para quedar así expuestos al espectador.[6]

- Wolf Vostell (1932-1998), creó en el año 1958 La habitación negra, una Instalación con televisor, partes de motores, focos, cables y radio.[7]

## Artistas contemporáneos conocidos dentro de esta categoría
- Willie Bester (Montagu, Cabo, Sudáfrica, 1956), realiza esculturas que retratan la historia de la ciudad a partir de objetos encontrados.
- Éric Beynon (1935, Ginebra, Suiza)
- Louise Nevelson (Kiev, 1899- NY, 1988)
- Madeleine Edberg (Boden-Suecia, 1938)